# Podkraj (Ajdovščina)
Podkraj (Duits: Sonnenblick) is een plaats in Slovenië en maakt deel uit van de gemeente Ajdovščina in de NUTS-3-regio Goriška. De plaats telde 421 inwoners op 1 januari 2020.

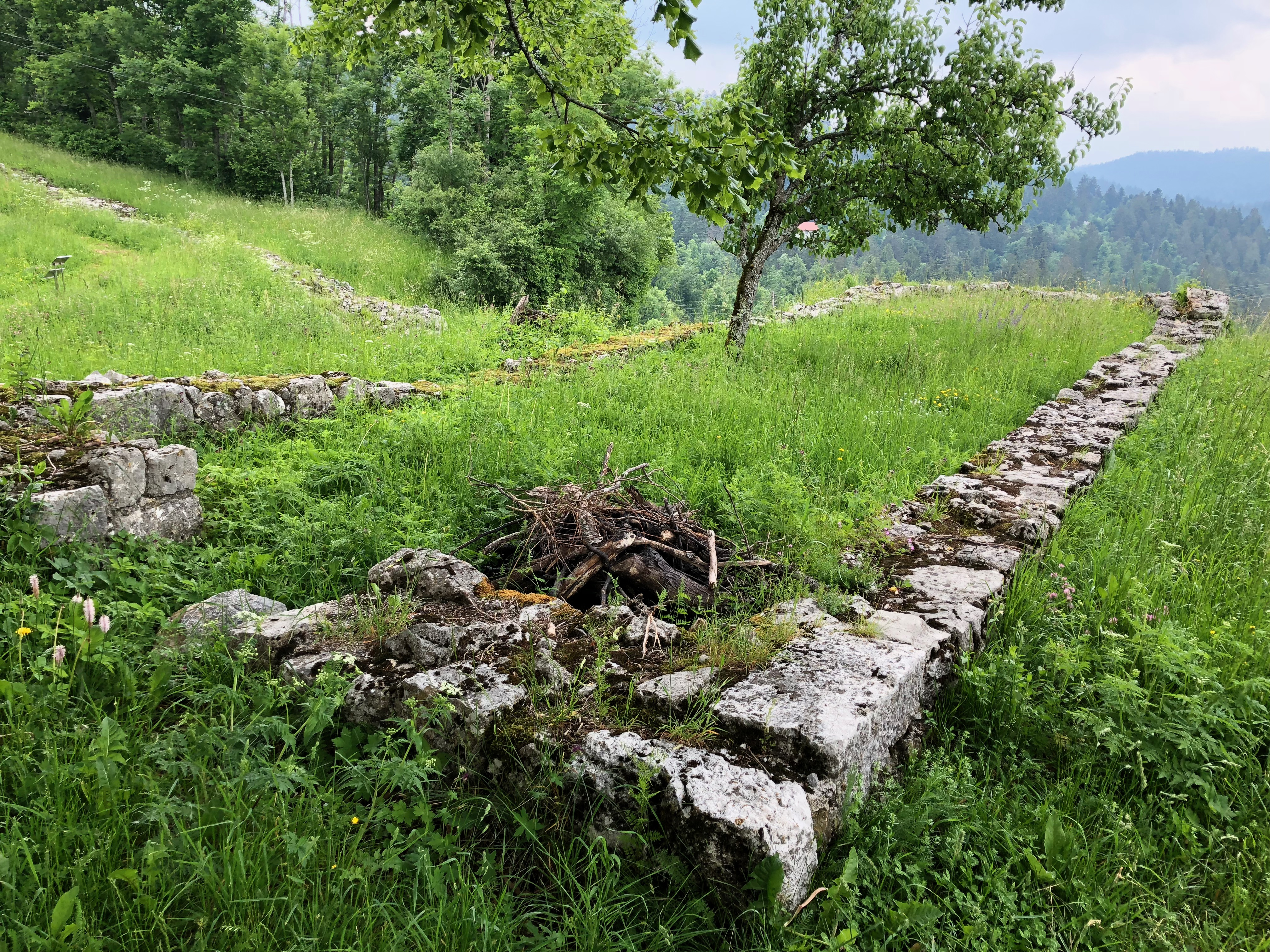
Restanten Sint Gertrudiskerk